# Xysmalobium clavatum
Xysmalobium clavatum är en oleanderväxtart som beskrevs av Spencer Le Marchant Moore. Xysmalobium clavatum ingår i släktet Xysmalobium och familjen oleanderväxter. Inga underarter finns listade i Catalogue of Life.